# Lières
Lières és un municipi francès situat al departament del Pas de Calais i a la regió dels Alts de França. L'any 2007 tenia 359 habitants.

## Demografia

### Població
El 2007 la població de fet de Lières era de 359 persones. Hi havia 116 famílies de les quals 25 eren unipersonals (4 homes vivint sols i 21 dones vivint soles), 25 parelles sense fills, 58 parelles amb fills i 8 famílies monoparentals amb fills.
La població ha evolucionat segons el següent gràfic:
Habitants censats

### Habitatges
El 2007 hi havia 136 habitatges, 128 eren l'habitatge principal de la família i 8 estaven desocupats. Tots els 136 habitatges eren cases. Dels 128 habitatges principals, 107 estaven ocupats pels seus propietaris, 18 estaven llogats i ocupats pels llogaters i 3 estaven cedits a títol gratuït; 3 tenien dues cambres, 16 en tenien tres, 21 en tenien quatre i 89 en tenien cinc o més. 98 habitatges disposaven pel capbaix d'una plaça de pàrquing. A 51 habitatges hi havia un automòbil i a 58 n'hi havia dos o més.

### Piràmide de població
La piràmide de població per edats i sexe el 2009 era:
| Homes | Edats   | Dones |
| ----- | ------- | ----- |
| 0     | 95 o +  | 0     |
| 8     | 90 a 94 | 12    |
| 0     | 85 a 89 | 0     |
| 4     | 80 a 84 | 0     |
| 8     | 75 a 79 | 8     |
| 4     | 70 a 74 | 8     |
| 8     | 65 a 69 | 4     |
| 0     | 60 a 64 | 8     |
| 12    | 55 a 59 | 4     |
| 16    | 50 a 54 | 12    |
| 4     | 45 a 49 | 4     |
| 0     | 40 a 44 | 4     |
| 20    | 35 a 39 | 4     |
| 4     | 30 a 34 | 16    |
| 16    | 25 a 29 | 16    |
| 4     | 20 a 24 | 0     |
| 8     | 15 a 19 | 4     |
| 0     | 10 a 14 | 4     |
| 16    | 5 a 9   | 8     |
| 12    | 0 a 4   | 8     |

## Economia
El 2007 la població en edat de treballar era de 211 persones, 151 eren actives i 60 eren inactives. De les 151 persones actives 135 estaven ocupades (79 homes i 56 dones) i 14 estaven aturades (7 homes i 7 dones). De les 60 persones inactives 15 estaven jubilades, 13 estaven estudiant i 32 estaven classificades com a «altres inactius».

### Ingressos
El 2009 a Lières hi havia 133 unitats fiscals que integraven 361 persones, la mediana anual d'ingressos fiscals per persona era de 17.739 €.

### Activitats econòmiques
Dels 6 establiments que hi havia el 2007, 2 eren d'empreses de construcció, 1 d'una empresa de comerç i reparació d'automòbils, 1 d'una empresa d'hostatgeria i restauració i 2 d'empreses classificades com a «altres activitats de serveis».
Dels 5 establiments de servei als particulars que hi havia el 2009, 1 era un taller de reparació d'automòbils i de material agrícola, 1 paleta, 1 lampisteria i 2 perruqueries.
L'any 2000 a Lières hi havia 4 explotacions agrícoles.

## Equipaments sanitaris i escolars
El 2009 hi havia una escola maternal integrada dins d'un grup escolar amb les comunes properes formant una escola dispersa.

## Poblacions més properes
El següent diagrama mostra les poblacions més properes.